# Facemelter
Facemelter è il dodicesimo album in studio dei Y&T, uscito nel 2010 per l'etichetta discografica Frontiers Records.

## Tracce
1. Prelude
2. On With the Show
3. One Life
4. Shine On
5. Wild Child
6. I Want Your Money
7. I'm Coming Home
8. If You Want Me
9. Hot Shot
10. How Long
11. Gonna Go Blind
12. Don't Bring Me Down
13. Blind Patriot
14. Losing My Mind"

- Traccia bonus presente nella versione digipak.

## Formazione
- Dave Meniketti - voce, chitarra
- John Nymann - chitarra ritmica, cori
- Phil Kennemore - basso, cori
- Mike Vanderhule - batteria, cori